# Jacint Morató i Soler

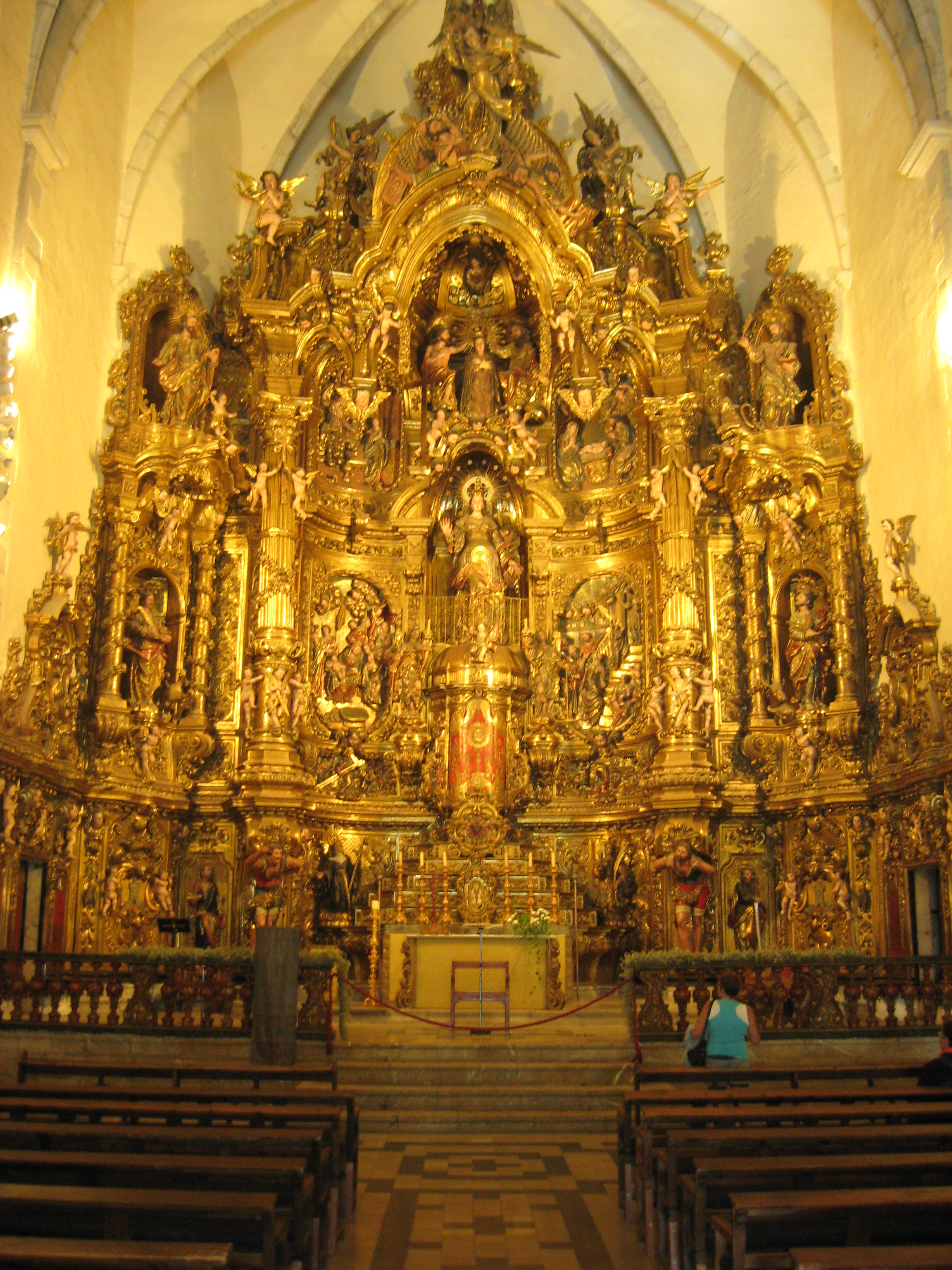
Retaule de l'església de Cadaqués, obra de Jan Torras i Pau Costa feta seguint el model del retaule de Santa Clara de Vic, de Jacint Morató

Jacint Morató i Soler (Vic, 1683 - Solsona, 1736) fou un escultor i arquitecte català, fill de Josep Morató i Pujol i membre de la saga dels Morató.
Format com a arquitecte, però gradualment va anar especialitzant-se en la feina de la talla escultòrica, en la qual va assolir un alt nivell de qualitat que li va proporcionar un ampli reconeixement per tot el Principat. Aquest reconeixement es va traduir en encàrrecs escultòrics en terres gironines, barcelonines i, fins i tot, del Rosselló. En rebre l'encàrrec del retaule de la capella de la Mare de Déu del Claustre de la Catedral de Solsona, a causa de la monumentalitat del conjunt, va establir-se a aquesta ciutat.

## Obres rellevants
- El 1704 projectà i realitzà, conjuntament amb Josep Sunyer, el retaule de l'altar major de l'Església de Santa Maria d'Igualada.

- També conjuntament amb Josep Sunyer, l'altar major de l'Església de Santa Clara de Vic. que el 1723 es posava com a model del retaule de Santa Maria de Cadaqués, encomanat a Joan Torras i Pau Costa.[1]
- La seva obra cabdal, però, és el parament de la citada capella de la Mare de Déu del Claustre que va ser destruït per les tropes napoleòniques el setembre de 1810.